# Échirolles
Échirolles là một xã thuộc tỉnh Isère, vùng Rhône-Alpes đông nam nước Pháp. Xã này nằm ở khu vực có độ cao trung bình 237 mét trên mực nước biển.
Đây là ngoại ô lớn thứ nhì của Grenoble. Dân số theo điều tra năm 1999 của INSEE là 32.806 người.

## Cư dân nổi tiếng
- Thernand Bakouboula, cầu thủ bong đá
- Seynabou Benga cầu thủ
- Stephane Biakolo cầu thủ
- Vincent Clerc
- Mélissa Theuriau
- Calogero
- Laure Péquegnot
- Gérald Hustache-Mathieu

## Kết nghĩa
- Grugliasco, Ý
- Honhoue, Bénin
- Kimberley, UK